# Pirarucu
O pirarucu (nome científico: Arapaima gigas) é um dos maiores peixes de águas doces fluviais e lacustres do Brasil. Seu nome se originou de dois termos tupis: pirá, "peixe" e urucum, "vermelho", devido à coloração de sua cauda.

## Distribuição
É um peixe encontrado geralmente na bacia Amazônica, nos territórios do Brasil, Peru e Guiana, mais especificamente nas áreas de várzea, onde as águas são mais calmas. Costuma viver em lagos e rios de águas claras e ligeiramente alcalinas, com temperaturas que variam de 24 a 37 °C, não sendo encontrado em zona de fortes correntezas ou em águas ricas em sedimentos.

### Registro fóssil
Um fragmento fóssil de peixe datado do período Mioceno foi encontrado no vale do rio Magdalena, na Colômbia, e foi determinado como semelhante e intimamente relacionado com A. gigas. A descoberta corrobora para uma conexão direta da região do Magdalena com a bacia hidrográfica do Amazonas e sua fauna, que se separou com a elevação da Cordilheira dos Andes oriental no final do Mioceno.

## Descrição
Esta espécie de peixe possui características biológicas bem distintas: 
De grande porte, mede entre 2 e 3 metros de comprimento, com peso entre 100 a 200 kg.

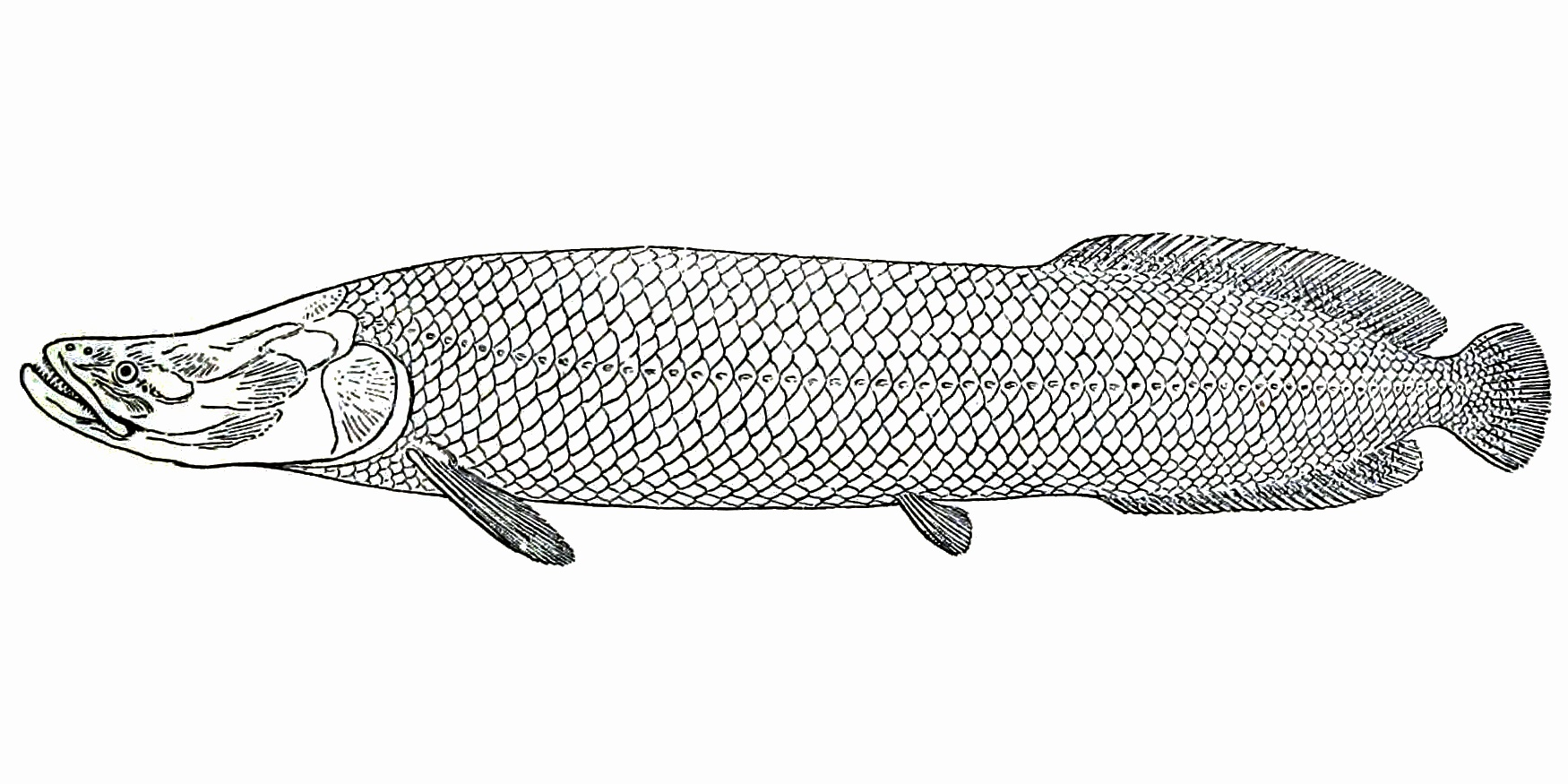
Ilustração de pirarucu

Sua cabeça ossificada é achatada e relativamente pequena, é lisa com uma boca larga, sem barbilhos e bandas de dentes similares a lima na boca. Seu corpo é alongado e escamoso; as nadadeiras dorsal e anal ficam inteiramente deslocadas para trás, junto à caudal, que é pequena em proporção ao corpo. A cor é escura no dorso; da metade para trás as escamas têm orlas vermelhas e na região caudal predomina a cor vermelha. É coberto por escamas redondas grandes, duras e vermelhas.

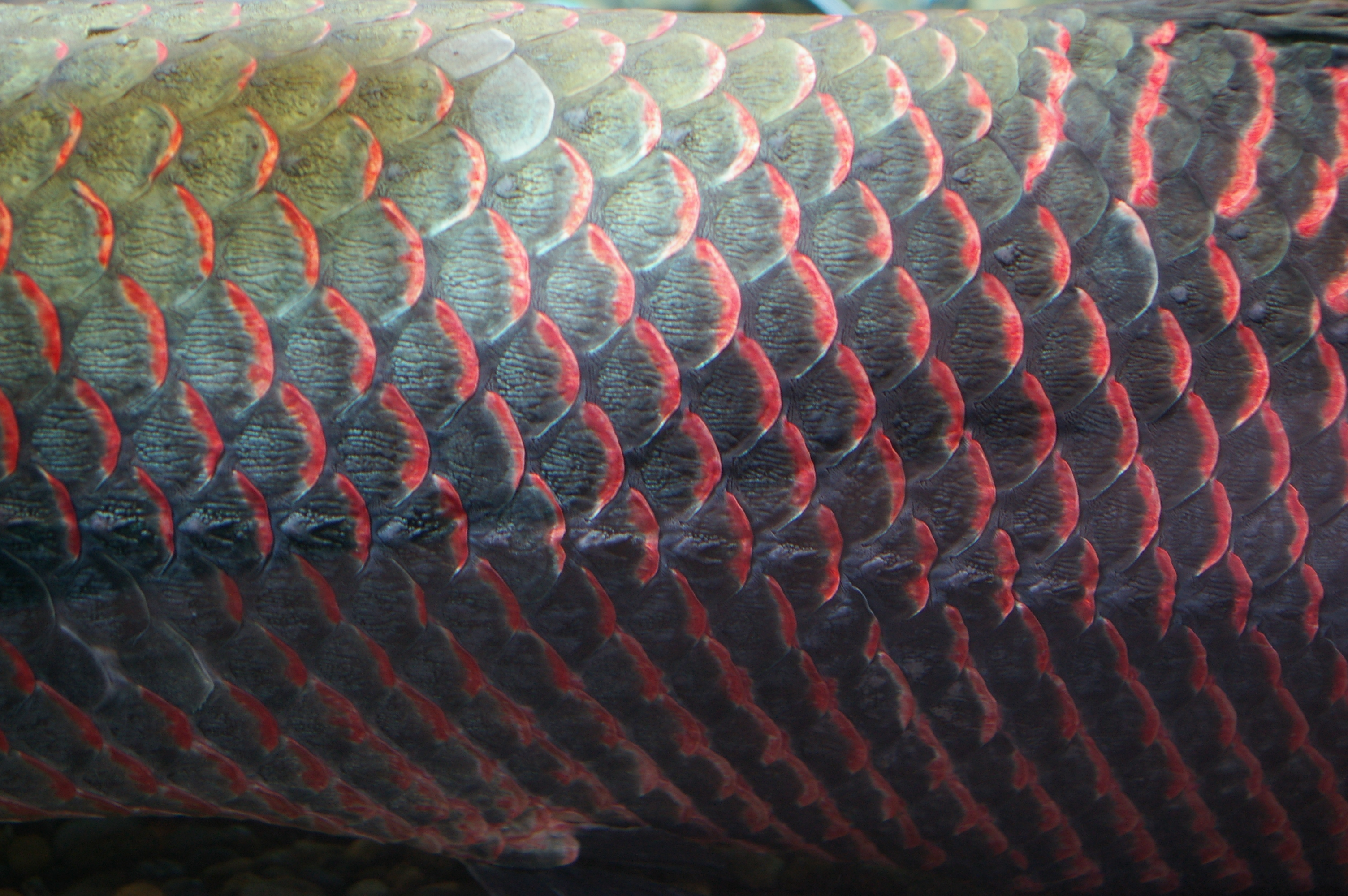
Escamas do pirarucu
Anatomia óssea do peixe
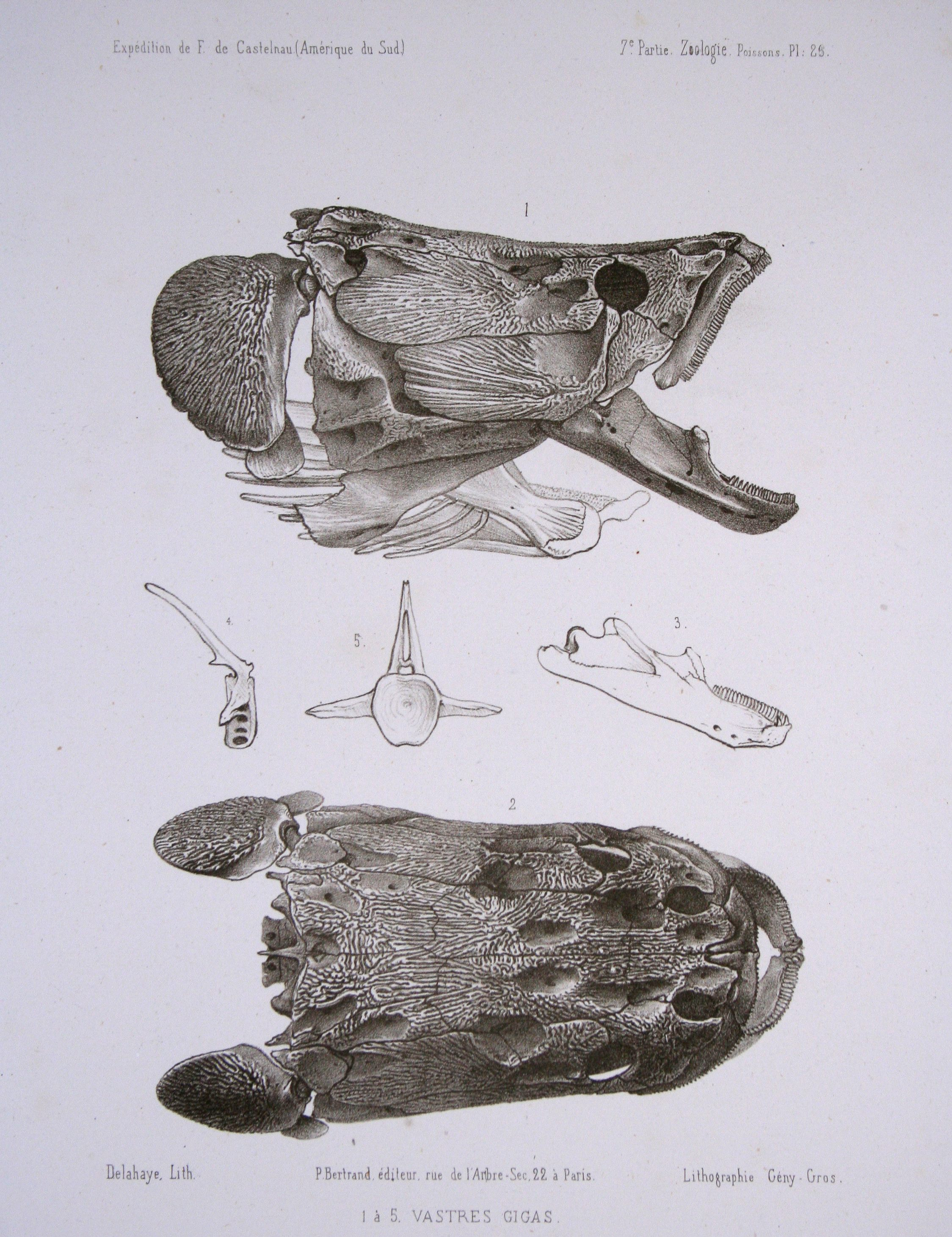
Cabeça do peixe

### Respiração
Possui dois aparelhos respiratórios: as brânquias, para a respiração aquática, e a bexiga natatória modificada, especializada para funcionar como pulmão, no exercício da respiração aérea obrigatória. A eliminação do gás carbônico ocorre pelas brânquias atrofiadas do pirarucu.  Em estudo com pirarucu com aproximadamente 2 Kg, verificou- se que a excreção de CO2 na água foi de 63,1% ao passo que no ar, esta eliminação era de 36,9% por intermédio da bexiga natatória. 

### Fisiologia
No pirarucu, peixe de respiração aérea obrigatória, durante a transição da respiração branquial para aérea, ocorrem profundas modificações fisiológicas e estruturais. Estas modificações estão relacionadas à excreção de resíduos nitrogenados, ao balanço acidobásico e à regulação iônica. Em contraste aos peixes de respiração branquial, que excretam nitrogênio por intermédio das brânquias, os peixes com respiração aérea realizam este processo de excreção também por meio dos rins.  À medida que o pirarucu vai aumentando seu tamanho (100 - 1000g), os filamentos das brânquias vão sendo preenchidos por células, inclusive, células ricas em mitocôndrias (MR), que participam da regulação iônica.  Essas alterações conferem modificações estruturais nos filamentos branquiais, que ficam em formato de colunas, porém há significativa presença de Na+/K+-ATPase ao longo da camada extracelular, indicando continuidade de troca de íons. Peixes de respiração aérea obrigatória possuem reduzida área branquial, que permanece sendo um local importante para a regulação iônica e balanço acidobásico. 
A amônia é tóxica para a maioria dos peixes, em estudo recente, foram verificadas alterações em alguns parâmetros fisiológicos de pirarucu submetidos a concentrações elevadas de amônia na água. O estudo mostra elevação da concentração de amônia no plasma, redução da atividade enzimática da enzima H+-ATPase e aumento da atividade da enzima Acetilcolinesterase (AChE). 

### Escamas e barbatanas
As escamas são compostas por camadas internas de correias flexíveis imprensadas entre as camadas externas de plástico rígido. Em peixes, as escalas são limitadas pelo colágeno no nível atômico; eles desenvolvem juntos, tecendo em uma única peça sólida. Ao contrário de qualquer outra espécie de peixe, as camadas de colágeno nas escamas do pirarucu são tão grossas quanto um grão de arroz, adaptadas para impedir a penetração de mordidas de piranha.
O pirarucu não apresenta dimorfismo sexual externo, salvo quando em época de reprodução, que apresenta diferenças nas colorações de suas escamas.

## Reprodução
Durante a seca, os peixes formam casais, procuram ambientes calmos e preparam seus ninhos, reproduzindo durante a enchente; é papel do macho proteger a prole por cerca de seis meses. Os filhotes apresentam hábito gregário, e durante as primeiras semanas de vida, nadam sempre em torno da cabeça do pai, que os mantém próximos à superfície, facilitando-lhes o exercício da respiração aérea.
Apesar de ser uma espécie resistente, suas características ecológicas e biológicas o tornam bastante vulnerável à ação de pescadores. Os cuidados com os ninhos, após a desova expõe os reprodutores à fácil captura com redes de pesca ou arpão. Durante o longo período de cuidados paternais, a necessidade fisiológica de emergir para respirar ocorre em intervalos menores, ocasião em que os peixes são pescados. O abate dos machos nestas circunstâncias e também a longa fase de imaturidade sexual dos filhotes, conhecidos como "bodecos" onde seu peso varia entre 30 e 40 quilos, propicia a captura destes por predadores naturais como as piranhas, fazendo assim com que o sucesso reprodutivo da espécie seja diminuído.

## Na culinária regional
Também conhecido como bacalhau da Amazônia, o pirarucu é servido como componente principal em diversos pratos típicos do Amazonas e do Pará. Um desses pratos é o "Pirarucu à casaca" que é bastante servido em festejos juninos. Sua carne é bastante apreciada no estado, onde é bastante requisitada. Além disso, partes de seu corpo, como sua escama, eram utilizadas no passado como lixas para unhas e outras utilidades.

## Conservação
A espécie corre risco de extinção devido à pesca predatória praticada ao longo de muitos anos. A reprodução natural do peixe é insuficiente para repor o número de pirarucus pescados. A exploração não sustentável fez com que o Ibama - Instituto Brasileiro do Meio Ambiente e dos Recursos Naturais Renováveis - criasse em 2004 uma Instrução Normativa que regulamenta a pesca do pirarucu na Amazônia, proibindo-a em alguns meses do ano e estabelecendo tamanhos mínimos para pesca e comercialização da espécie.

## Na mitologia indígena
Segundo a mitologia indígena difundida na Amazônia, Pirarucu teria se originado do disformismo de um índio que pertencia a tribo dos uaiás (não sendo um consenso), que habitara as planícies da Amazônia. Ele seria um bravo guerreiro, que tinha um coração perverso, mesmo sendo filho de Pindarô, um homem de bom coração e também chefe da tribo.
O índio era cheio de vaidades, egoísmo e excessivamente orgulhoso de seu poder. Um dia, enquanto seu pai fazia uma visita amigável a tribos vizinhas, Pirarucu se aproveitou da ocasião para tomar como refém índios da aldeia e executá-los sem nenhum motivo. Pirarucu também adorava insultar os deuses.
Tupã, o deus dos deuses, observou Pirarucu por um longo tempo, até que cansado daquele comportamento decidiu punir Pirarucu. Tupã chamou Polo e ordenou que ele espalhasse seu mais poderoso relâmpago na área inteira. Ele também chamou Iururaruaçu, a deusa das torrentes, e ordenou que ela provocasse as mais fortes torrentes de chuva sobre Pirarucu, que estava pescando com outros índios as margens do rio Tocantins (sem consenso), não muito longe da aldeia.
O fogo de Tupã foi visto por toda a floresta. Quando Pirarucu percebeu as ondas furiosas do rio e ouviu a voz enraivecida de Tupã, ele somente as ignorou com uma risada e palavras de desprezo. Então Tupã enviou Chandoré, para atirar relâmpagos e trovões sobre Pirarucu, enchendo o ar de luz. Pirarucu tentou escapar, mas enquanto ele corria por entre os galhos das árvores, um relâmpago fulminante enviado por Chandoré, acertou o coração do guerreiro que mesmo assim ainda se recusou a pedir perdão.
Todos aqueles que se encontravam com Pirarucu correram para a selva terrivelmente assustados, enquanto o corpo de Pirarucu, ainda vivo, foi levado para as profundezas do rio Tocantins e transformado em um gigante e escuro peixe. Pirarucu desapareceu nas águas e nunca mais retornou, mas por um longo tempo foi o terror da região.